# Kajko i Kokosz
Kajko i Kokosz – seria komiksów autorstwa Janusza Christy, która stała się jego najpopularniejszym dziełem. Bohaterami komiksu są tytułowi Kajko i Kokosz, dwaj słowiańscy wojowie, mieszkający w grodzie kasztelana Mirmiła. Ich głównymi wrogami są Zbójcerze pod komendą Hegemona i jego zastępcy Kaprala. Do innych ważnych bohaterów komiksu należą: żona Mirmiła, Lubawa, mały Smok Miluś, czarownica Jaga i jej mąż – zbój Łamignat oraz ciamajdowaty zbójcerz Oferma.
Pierwszy pasek z ich przygodami ukazał się w „Wieczorze Wybrzeża” w 1972 i zawierał części historii Złote prosię, wydanej później pod zmienionym tytułem Złoty puchar. Kolejnymi wydanymi w ten sposób tomami były: Szranki i konkury i Woje Mirmiła. Wkrótce autor przeszedł do „Świata Młodych”. Jedna historia ukazała się w magazynie „Relax”, dwie kolejne zostały od razu wydrukowane w formie albumowej. Kolejne albumy wydawano do 1990. Niedługo później twórca przestał rysować ze względu na pogarszający się stan zdrowia. W lutym 2003 wydawnictwo Egmont Polska rozpoczęło reedycję serii.
W 2016 roku pojawiłaa się oficjalna kontynuacja serii zatytułowana „Kajko i Kokosz – Nowe Przygody”, kontynuowana przez nowych autorów Sławka Kiełbusa i Macieja Kura.
28 lutego 2021 na platformie Netflix miała miejsce premiera serialu animowanego, który docelowo ma składać się z 26 odcinków, zaś produkcja została zakończona w 2022 roku.

## Komiksy z cykluKajko i Kokosz[4]
| Tytuł                 | Pierwsze wydanie w prasie     | Pierwsze wydanie albumowe | Uwagi |
| --------------------- | ----------------------------- | ------------------------- | --- |
| Złoty puchar          | 1972–1973, „Wieczór Wybrzeża” | 1985 (2 części)           | wydanie prasowe pt. Złote prosię |
| Szranki i konkury     | 1973–1974, „Wieczór Wybrzeża” | 1985 (2 części)           | |
| Woje Mirmiła          | 1974–1975, „Wieczór Wybrzeża” | 1988 (2 części)           | druga część w pierwszym wydaniu albumowym pt. Rozprawa z Dajmiechem |
| Szkoła latania        | 1975, „Świat Młodych”         | 1981                      | edycja śląska pt. Szkoła furganio, edycja poznańska pt. Lania lotania |
| Wielki turniej        | 1976, „Świat Młodych”         | 1981                      | edycja góralska pt. Ogromniasto gońba |
| Na wczasach           | 1977, „Świat Młodych”         | 1983                      | edycja kaszubska pt. Na latowiskù |
| Zamach na Milusia     | 1977–1978, „Relax”            | 1983                      | 1989 – wydanie rozszerzone; edycja kaszubska pt. Zamach na Milusza |
| Skarby Mirmiła        | 1980, „Świat Młodych”         | 1985                      | wydanie prasowe pt. Kajko, Kokosz i Miluś; edycja esperanto pt. Trezoroj de Mirmilo. |
| Cudowny lek           | 1981, „Świat Młodych”         | 1984                      | edycja góralska pt. Wodzicka zdrowości, edycja włoska pt. Il rimedio miracoloso |
| Festiwal czarownic    | 1982, „Świat Młodych”         | 1984                      | edycja góralska pt. Posiady guślorek |
| Dzień Śmiechały       | 1983, „Świat Młodych”         | 1984                      | edycja góralska pt. Dzionecek śpasów |
| W krainie borostworów | –                             | 1987                      | edycja śląska pt. We krajinie borostraszkōw |
| Mirmił w opałach      | –                             | 1990                      | |
| Urodziny Milusia      | 1984–1992                     | 2004                      | Zbiór krótkich, publikowanych wcześniej osobno komiksów: - Srebrny denar (1984, „Świat Młodych”) - Łaźnia (1986 w zbiorze Fortuna Amelii) - Urodziny Milusia (1986 w zbiorze Fortuna Amelii) - Koncert Kaprala (1987 w zbiorze Bambi) - Profesor Stokrotek (1988 w zbiorze Wygnaniec) - Pasowanie (1992, „Tygodnik Bałtycki”) |

Pierwsze wydanie albumów Szkoła latania oraz Wielki turniej było wydaniem łączonym i miało dwie okładki tytułowe. Z jednej strony była Szkoła latania, z drugiej Wielki turniej.
Komiksy Złoty puchar, Szranki i konkury oraz Woje Mirmiła (razem z Rozprawą z Dajmiechem) w wydaniu wydawnictwa Egmont zostały podzielone na trzy części. Komiksy wydawane przez Egmont są wzbogacone m.in. o kalendarz z lat 80. z ilustracjami z serii.

## Złota kolekcja
Od roku 2021 nakładem wydawnictwa Egmont ukazuje się "ZŁOTA KOLEKCJA" zawierająca całą serię o Kajku i Kokoszu w sześciu tomach (tak zwane Integrale). Pierwsze trzy zawierały po raz pierwszy kompletne wersje historii "Złoty Puchar", "Szranki i Konkury" oraz "Woje Mirmiła" (wcześniej ukazywały się zawsze rozbite na kilka albumów). Kolejne trzy tomy zawierały resztę serii po kilka albumów na tom. Seria została opatrzona sporą ilością materiałów dodatkowych wśród których znalazły się obfite opracowania Krzysztofa Janicza, oryginalne szkice Janusza Christy, ciekawostki, archiwalne wywiady z autorem, a każdy tom rozpoczyna wprowadzeniem od kogoś związanego z Januszem Christą. Wydanie było ciepło przyjęte przez fanów i bardzo prędko pojawiły się prośby o dodruki.

## Kontynuacje po śmierci Janusza Christy
Od roku 2007 Wydawnictwo Egmont, za zgodą Janusza Christy, podejmowało działania aby wznowić wydawanie cyklu, tworzonego przez nowych autorów. W roku 2016 zaaranżowało oficjalną kontynuację pt. „Kajko i Kokosz – Nowe Przygody” składającą się z krótkich historii opowiadających o perypetiach pobocznych postaci ze świata Kajka i Kokosza (Łamignat, Zbójcerze, Smok Miluś) bądź wariacjach (np. jedna historia opowiada o dzieciństwie mieszkańców Mirmiłowa). Zamiast próbować kopiować styl Christy, komiksy zostały narysowane w indywidualnych stylach każdego z rysowników, jednak scenariusze wiernie trzymają się zasad i humoru uniwersum Kajka i Kokosza. Wśród autorów znaleźli się Sławomir Kiełbus, Maciej Kur, Piotr Bednarczyk, Tomasz Samojlik, Krzysztof Janicz i Norbert Rybarczyk, a w późniejszych tomach Tomasz Leśniak, Mietek Fijał i Magdalena Kania.
W roku 2019 ukazała się „Królewska Konna”, pierwszy „pełnometrażowy” album serii, czyli zawierający jedną długą historię (44 strony). Scenariusz został oparty na niewykorzystanych pomysłach z zapisków Janusza Christy. Komiks spotkał się z pozytywnymi reakcjami fanów. Od tego tomu seria jest oficjalnie kontynuowała przez Sławomira Kiełbusa (rysunki), Macieja Kura (scenariusz) oraz Piotra Bednarczyka (kolory).
W 2022 wydawnictwo Egmont zmieniło oznaczenie serii – od tej pory jako Nowe Przygody wydawane będą jedynie pełnometrażowe komiksy, a antologie krótkich historii, także te wydane pierwotnie jako Nowe Przygody otrzymały nowy tytuł Opowieści z Mirmiłowa.

### Komiksy z cykluKajko i Kokosz – Opowieści z Mirmiłowa
Pierwsze dwa albumy w pierwszym wydaniu ukazały się w ramach serii Nowe Przygody.
| Tytuł               | Pierwsze wydanie albumowe | Autorzy |
| ------------------- | ------------------------- | --- |
| Obłęd Hegemona      | 2016                      | - Obłęd Hegemona – rys. Sławomir Kiełbus, scen. Maciej Kur - Kłusownicy – Tomasz Samojlik - Coś na muchy – rys. Norbert Rybarczyk, scen. Krzysztof Janicz - Szkoła zbójowania – rys. Piotr Bednarczyk, scen. Maciej Kur |
| Łamignat Straszliwy | 2017                      | - Słoń a sprawa zbójcerska – rys. Sławomir Kiełbus, scen. Maciej Kur - Łamignat straszliwy – rys. Piotr Bednarczyk, scen. Maciej Kur - Instytut badania smoków – Tomasz Samojlik - Pojedynek – rys. Sławomir Kiełbus, scen. Maciej Kur |
| Rozróby i romanse   | 2022                      | - Zbójcerze na wakacjach – rys. Sławomir Kiełbus, scen. Maciej Kur - Delegacja – rys. Piotr Bednarczyk, scen. Maciej Kur - Wielki Wojaż Woja Wita – rys. Mietek Fijał, scen. Maciej Kur - Drewniany Żubr – ryr i scenariusz. Tomasz Samojlik, - Zdrada – rys. Tomasz Leśniak, scen. Maciej Kur - Smakosz – rys. Magdalena Kania, scen. Maciej Kur - Rozróby i Romanse – rys. Tomasz Leśniak, scen Maciej Kur |
| Oferma wielki       | 2025                      | - scen Maciej Kur |

### Komiksy z cykluKajko i Kokosz – Nowe Przygody
| Tytuł                 | Pierwsze wydanie albumowe | Autorzy                                                                   |
| --------------------- | ------------------------- | ------------------------------------------------------------------------- |
| Królewska Konna       | 2019                      | Rysunki: Sławomir Kiełbus Scenariusz: Maciej Kur Kolory: Piotr Bednarczyk |
| Zaćmienie o zmierzchu | 2021                      | Rysunki: Sławomir Kiełbus Scenariusz: Maciej Kur Kolory: Piotr Bednarczyk |
| Powrót Milusia        | 2024                      | Rysunki: Sławomir Kiełbus Scenariusz: Maciej Kur Kolory: Piotr Bednarczyk |

## Bohaterowie
- Kajko – niski, bardzo inteligentny i odważny. Najlepszy przyjaciel Kokosza. Uosobienie cech pozytywnych, choć od czasu do czasu, podobnie jak Kokosz, ulega różnym pokusom (np. w Zamachu na Milusia chciał wraz z Kokoszem pozbyć się Milusia i dostać za niego zapłatę a w Skarbach Mirmiła wraz z Kokoszem ukradł magiczną maść Jagi). On zazwyczaj się zastanawia nad naprawą wszelkich sytuacji, przykładowo wtedy, gdy Mirmił traci wiarę w siebie. W pierwszych historiach nosił miecz. Umie bardzo dobrze strzelać z łuku a także umiejętnie włada mieczem. Czasem bywa na Kokosza zły za to, że wyjada on mięsne potrawy czy też że ma ich więcej niż on.
- Kokosz – dość tęgi i łysy przyjaciel Kajka. Lubi dużo jeść, jest również dość tchórzliwy, a także przesądny (np. w Złotym Pucharze wierzy, że jego siła zależy od długości jego cienia); nie lubi, gdy mu się przeszkadza podczas posiłku grożąc innym że doprowadzi to do rękoczynów. Miał wuja, który był właścicielem karczmy, jednakże od albumu „Woje Mirmiła” Łamignat został „podmieniony” jako członek rodziny bohatera. Kokosz często je, wypija eliksiry i napoje, których nie wolno kosztować, co wywołuje u niego zmianę podejścia do otoczenia.
- Mirmił – kasztelan (w pierwszych komiksach – książę) Mirmiłowa o długich rudych wąsach oraz skrajnie łysy przypominając posturą i wyglądem Władysława Łokietka. Wcześniej miał długie proste włosy (do albumu „Rozprawa z Dajmiechem”) oraz krótkie wąsy (aż do albumu „Na wczasach”). Mimo że z natury jest miły, łatwo popada w depresję i czasami miewa myśli samobójcze często polecając żonie Lubawie, by zasadziła na jego grobie orchidee. Czasem zdarza mu się też puszyć, traktować innych z wyższością i być upartym w stosunku do małych istot czy mieszkańców grodu co zostaje ukazane w albumie „Zamach na Milusia” gdzie uwiązał Milusia na łańcuchu co skończyło się tym że wygnał cały gród bo wcześniej wygnał Kajka i Kokosza za próbę uwolnienia Milusia co doprowadziło do tego że grodzianie żądali ich powrotu. Czasami kiedy w grodzie nie ma jego wojów (głównych bohaterów) opuszcza dziedziniec w celu ich odnalezienia, czego bardzo nie lubi obawiając się, że albo jego albo Kajka i Kokosza złapać mogą Zbójcerze.
- Jaga – czarownica, ciotka Kokosza (w pierwszych komiksach nazwana Zielachą). Jest bardzo mądra i dysponuje magicznymi mocami. Potrafi latać na miotle i przygotowywać czarodziejskie eliksiry. W albumie „Festiwal czarownic” została zwyciężczynią konkursu, w którym wraz z innymi czarownicami walczyła swoimi czarami oraz eliksirami. Do albumu Woje Mirmiła nie miała męża. Wyszła za Łamignata wtedy gdy zbójowi groziła egzekucja. Ma gadającego kruka imieniem Gdaś, który informuje ją lub wojów o istotnych obserwacjach.
- Łamignat – zbój, przyjaciel Kajka i Kokosza o bardzo życzliwej, wrażliwej i przyjaznej naturze. Jego ulubione powiedzonko to Lelum polelum. Zawodowo okrada bogatych i wspomaga biednych. Ma maczugę, którą nazywa Bacikiem, i którą tylko on jest w stanie podnieść lub osoba, która wymówi odpowiednie zaklęcie. Mimo prawie nadludzkiej siły często czuje się słaby; by dodać mu otuchy jego żona, wiedźma Jaga, podarowała mu fujarkę mówiąc, że jej muzyka zwielokrotni jego siły chociaż w rzeczywistości nie ma ona właściwości magicznych. Często, kiedy grozi mu niebezpieczeństwo, używa tego instrumentu. Łamignat czasem działa na nerwy Kokoszowi. Nie potrafi czytać. Po raz pierwszy pojawia się w Wojach Mirmiła.
- Gdaś – gadający kruk, zwierzątko Jagi. Często informuje ją lub wojów o istotnych obserwacjach.
- Lubawa – żona Mirmiła (nazywana dawniej księżną) i kuzynka księcia Popiela. O wiele wyższa i potężniejsza pod względem fizycznym od swojego męża, który jest jej często bardzo posłuszny. Zwykle stara się wybijać mu z głowy głupie pomysły strasząc go, że wyprowadzi się do swojej matki. Bardzo często wstaje z łóżka przed mężem oraz prosi, aby Mirmił się kładł pod pierzynę. Jest bardzo zazdrosna o męża co zostaje ukazane w „Królewskiej Konnej” gdzie myśląc że rzekoma podrywaczka Mirmiła siedzi w warowni Zbójcerzy, pierze wszystkich Zbójcerzy a później myśli że kuzynka Mirmiła, Salwa, jest kolejną podrywaczką.
- Smok Miluś – smok, który wykluł się z jajka znalezionego w lesie przez Kajka i Kokosza. Boi się małych zwierzątek, gdy je widzi zieje ogniem. Po pewnym czasie wyrosły mu skrzydła i nauczył się startować, ale tylko z powierzchni wody (Skarby Mirmiła). Ostatecznie spotkał smoczycę i razem z nią odfrunął do krainy smoków (Cudowny lek). Pojawia się w albumach Zamach na Milusia, Skarby Mirmiła, Cudowny Lek i Urodziny Milusia. W „Nowych Przygodach” doczekał się także krótkich historii o swoich przygodach autorstwa Tomka Samojlika (wszystkie dziejące się zaraz po „Zamachu na Milusia”)
- Wit – woj, przyjaciel Kajka i Kokosza. Spotkali go w czasie swoich przygód w komiksie Szranki i konkury (gdzie początkowo mówił rymem), a następnie powrócił w Na wczasach (gdzie zachowaniem przypominał nieco Don Kichota). Po tej drugiej historii zamieszkał w Mirmiłowie i od tego momentu występował głównie jako postać epizodyczna. W albumie Mirmił w Opałach powrócił do mówienia rymem. Na początku miał obsesję na punkcie dokonywania walecznych czynów, potem zajął się tworzeniem wynalazków (w Mirmile w Opałach wynalazł proch). Początkowo towarzyszył mu jego koń. Wit pojawia się w tomie „Nowych Przygód” pt. „Łamignat Straszliwy”.
- Wojmił – brat Mirmiła. Jak wskazuje jego imię, ma wojowniczą naturę, ale jest zarazem honorowy. Pojawia się w albumach Szranki i konkury i Woje Mirmiła, oraz w odcinkach Nowych Przygód pt. „Pojedynek” i "Zaćmienie o Zmierzchu". W "Królewskiej Konnej" jest wspomniany.
- Grodzianie – mieszkańcy grodu. Do znanych grodzian należą:
  - Kowal – grodowy kowal. Ma szesnaścioro dzieci (Zamach na Milusia). Do „Dnia Śmiechały” pił alkohol, jednak po kawale swojej żony (do pustego dzbanka wsadziła myszy) przyrzekł, że spali swój posążek bożka Opoja i będzie pił tylko wodę.
  - Starszy Chlewowy – grodowy świniarz. Debiutuje w albumie „Rozprawa z Dajmiechem” a ponownie się pojawia w „Królewskiej Konnej”. Ma leniwe zachowanie, co zostaje przedstawione w „Królewskiej Konnej”.
  - Gładzisz i Chwalisz – dwójka grodzian, rzekomi doradcy Mirmiła. Pochlebcy i lizusi. Po pobiciu szybko zmieniają zdanie. Debiutują w albumie Zamach na Milusia, w którym zostali również zwolnieni.
  - Pochrap – grodzianin, największy śpioch w Mirmiłowie. Debiutuje w albumie Zamach na Milusia.
  - Szewc Nierad – grodowy szewc, debiutuje w albumie „Mirmił w opałach”. Sieje ferment i krytykanctwo np. napisał obraźliwy wiersz na temat małżeństwa Mirmiła i Lubawy. Prawdopodobnie chce się pozbyć Mirmiła, bo w albumie „Mirmił w opałach” podsłuchawszy rozmowę Lubawy i Mirmiła mówi grodzianom, że Mirmił chce się pozbyć Kajka i Kokosza oraz namawia grodzian do zrzucenia Mirmiła z roli kasztelana, a następnie wraz z Ofermą zakrada się do sypialni NIK-a i opowiada mu domniemane skargi i zażalenia na Mirmiła. Prawdopodobnie nie lubi też Kajka i Kokosza, bo gdy grodzianie mają otworzyć worek z duchem lenistwa, Nierad mówi im, że sobie poradzą sami bez ich pomocy.
- Zbójcerze – gromada wyglądających nieco jak Krzyżacy rycerzy-rozbójników, których głównym celem jest złupienie i zdobycie Mirmiłowa, co nie jest dla nich prostym wyzwaniem, gdyż za każdym razem zostają pobici. Pod wpływem piwa mają skłonności do bójek. Pierwszy raz pojawili się w albumie „Szkoła latania”. W początkowych tomach seri byli bardzo liczni, zaś od albumu „Skarby Mirmiła” jest ich nieco mniej. Najważniejsi zbójcerze to:
  - Hegemon – wódz zbójcerzy. Czasami musi doprowadzić ich do porządku wtedy, gdy widzi bójkę. Z natury władczy i przebiegły. Żywi nienawiść do wszystkich mieszkańców Mirmiłowa często grożąc, kiedy akcja zdobycia grodu jest nieudana, że dobierze się ze swoimi poddanymi do skóry grodzian. Zawsze gdy usłyszy od Kaprala sprytny plan zdobycia grodu czy osłabienia Mirmiła uznaje jego zastępcę za geniusza oraz obiecuje, że otrzyma on od Hegemona nagrodę lub awans. Na szczęście nie jest zbyt mądry i próby zdobycia Mirmiłowa zawsze kończą się fiaskiem.
  - Kapral – prawa ręka Hegemona o wybuchowym charakterze. Z wyglądu przypomina nieco Adolfa Hitlera. On zazwyczaj wydaje komendy zbójcerzom. Gdy nadarzy się okazja, próbuje zdetronizować Hegemona, co zawsze kończy się fiaskiem. Często mu się podlizuje.
  - Oferma – gruby (początkowo nie), niezbyt inteligentny zbójcerz o dobrotliwej naturze. Zawsze wybierany jako ochotnik do wykonywania niewdzięcznych zadań. Często działa na nerwy Kapralowi, choć Hegemon bywa wobec niego bardziej sympatyczny. Wyjątkiem, w którym Kapral go pochwalił, była sytuacja gdy Hegemon trafił do podziemnego lochu w grodzie w albumie „Festiwal czarownic”. To on często najlepiej wykonuje rozkazy i ma najlepsze pomysły, ale nikt go wtedy nie słucha. Wzorowany na Szwejku.
  - Siłacz – wysoki i najsilniejszy ze zbójcerzy. Skończył warsztaty dla oprawców z wyróżnieniem za sadyzm co zostaje wspomniane w „Królewskiej Konnej”.
- Mszczuj
- Fochna
- Dajmiech
- Yarl Bjorn
- Kaprylda
- Walwuch – dowódca bandy Rarogów. Silny i dobrze zbudowany, razem ze swoimi zbójcami próbował zdobyć Mirmiłowo.
- Borostwory – stwory zamieszkujące dzikie lasy. Bardzo boją się cywilizacji. Występują w komiksie W krainie borostworów, strzegą Pani Przyrody.

## Podobieństwo do serii o Asteriksie i Obeliksie
Seria komiksów o Kajku i Kokoszu pod wieloma względami przypomina francuskie komiksy o Asteriksie i Obeliksie.
Fani często stawiali zarzuty o plagiat po obu stronach. Seria Christy Kajtek i Koko powstała przed Asteriksem, jednak średniowieczna wersja owych bohaterów – Kajko i Kokosz – powstała długo po pierwszych przygodach Galów.

## Kajko i Kokosz w kulturze

### Film
W 2001 rozpoczęły się zdjęcia do filmu fabularnego na podstawie albumu Dzień Śmiechały ale zarzucono ten projekt. Zrealizowany został również krótkometrażowy film animowany oparty na albumie Zamach na Milusia, scenariusz napisał Bartosz Wierzbięta. Głosu Kajkowi użyczył Maciej Stuhr, a Kokoszowi Cezary Żak, który miał także grać postać Kokosza w wersji fabularnej; projekt ten jednak także zarzucono. W 2021 twórcy filmu Boże Ciało zaczęli pisać scenariusz na nową aktorską wersję Kajka i Kokosz.

### Serial telewizyjny
Na przełomie lat 80. i 90. XX wieku w Bielsku-Białej podjęto próby stworzenia serialu animowanego, jednak zakończyły się one niepowodzeniem. W 2018 roku studio EGo film ogłosiło, że rozpoczęło prace nad adaptacją w formie serialu telewizyjnego, natomiast dwa lata później potwierdzono, że premiera odbędzie się 28 lutego 2021 na platfomie Netflix. Za scenariusz odpowiadają Maciej Kur (autor nowych tomów Kajka i Kokosza) i Rafał Skarżycki, projekty postaci – Sławomir Kiełbus, którego na swojego następcę wskazał sam Janusz Christa. Ponadto poinformowano, że głosy bohaterów użyczą: Artur Pontek (Kajko), Michał Piela (Kokosz), Jarosław Boberek (Mirmił), Agata Kulesza (Jaga) Jan Aleksandrowicz-Krasko (Łamingat), Anna Apostolakis (Lubawa), Grzegorz Pawlak (Hegemon), Jacek Kopczyński (Kapral), Abelard Giza (Oferma) i Krzysztof Zalewski (Wit).

### Gry
Komiks stał się podstawą do stworzenia wielu gier komputerowych. Pierwszą z nich była stworzona w 1994 gra Kajko i Kokosz, wydana na Amigę. Jej rozszerzona konwersja na komputery PC, Kajko i Kokosz w krainie Borostworów, trafiła do sprzedaży rok później, a wersja CD 15 czerwca 1998. 11 kwietnia 2005 wydana została pierwsza gra 3D nawiązująca do komiksu – Kajko i Kokosz: Szkoła latania, a 15 maja 2006 Kajko i Kokosz 2: Cudowny lek. W 2012 roku powstała gra przygodowa Kajko i Kokosz: Mirmiłowo Wielkie, Podstęp kaprala i Rozprawa z Hodonem – przygotowana przez zespół Dagiel i Honey Flavour. Pod koniec roku 2012 została wydana gra Kajko i Kokosz: Twierdza czarnoksiężnika będąca zbiorczym wydaniem trzech poprzednich tytułów.
Jesienią 2009 wydawnictwo Egmont wydało grę planszową pt. Kajko i Kokosz – Wielki wyścig. Zadaniem graczy jest zwyciężyć w organizowanym przez księcia Bolka wyścigu dookoła grodu. Autorem gry jest Adam Kałuża. Kolejną grą planszową wydaną przez tę samą firmę była Kajko i Kokosz – Wyprawa śmiałków, której autorem jest Roberto Fraga.

### Przedstawienie teatralne
Pierwsza adaptacja teatralna Kajka i Kokosza była w Słupsku w 1986 roku. Reżyserką była Bogusława Czosnowska. W roli Kajka wystąpił Adam Gromadzki, a w roli Kokosza Jerzy Karnicki.
W grudniu 2010 w Teatrze im. Stefana Jaracza w Olsztynie odbyła się premiera przedstawienia Kajko i Kokosz będącego sceniczną adaptacją tomu Festiwal Czarownic. Reżyserem przedstawienia była Marta Ogrodzińska.
11 września 2021 w Teatrze Syrena w Warszawie odbyła się premiera musicalu Kajko i Kokosz. Szkoła latania. Autorami adaptacji i libretta są Marcin Pieszczyk i Marcin Zawada, teksty piosenek napisał Jakub Szydłowski, który spektakl także wyreżyserował. Muzykę do przedstawienia skomponował Jakub Lubowicz.

### Park rozrywki
Władze Sopotu, wieloletniego miejsca zamieszkania Janusza Christy, planują utworzyć w mieście gród Kajka i Kokosza, by mogli stać się jednym z symboli kurortu.

### Zabawki
Polska firma TissoToys wyprodukowała figurki z postaciami z komiksu Kajko i Kokosz w serii poświęconej bohaterom polskich komiksów. Firma otrzymała Medal Targów Kielce za figurki przedstawiające kultowe postacie z polskich bajek. Autorem projektów w 3D Milusia, Kajka, Kokosza, Hegemona, Kaprala oraz Łamignata jest Grzegorz Kupiec. Oficjalna premiera figurek odbyła się na Międzynarodowym Festiwalu Komiksu i Gier w Łodzi w 2012.